# Sherwood C. Spring
Sherwood C. Spring, född 3 september 1944 i Hartford i Connecticut, är en amerikansk astronaut uttagen i astronautgrupp 9 den 19 maj 1980

## Rymdfärder
- STS-61-B